# Tirso de Molina (metrostation)
Tirso de Molina is een metrostation in het stadsdeel Centro van de Spaanse hoofdstad Madrid dat werd geopend op 26 december 1921.

## Geschiedenis
Op 17 oktober 1919 werd het eerste deel van de Madrileense metro geopend tussen Cuatro Caminos en Sol. Vervolgens werd deze lijn 1 ten zuiden van Sol doorgetrokken naar het grote spoorwegstation, Station Atocha, aan de zuidrand van de binnenstad. Deze verlenging werd op 26 december 1921 geopend met twee stations tussen Sol en Atocha. 
Het westelijkste van de twee tussenstations werd Progreso genoemd naar het bovenliggende plein. Het plein ontstond in 1840 na de sloop van het klooster van Merced dat hier sinds 1564 stond, de graven werden echter niet geruimd. In 1920 stuitten de metrobouwers op de skeletten en andere restanten van de graven.  
In 1939 werden plein en station genoemd naar de 17e-eeuwse Spaanse toneelschrijver Tirso de Molina. 
Het station werd gebouwd met een perronlengte van 60 meter hetgeen begin 20e eeuw voldoende was voor het afhandelen van het destijds ingezette metromaterieel. In verband met een groeiende reizigersstroom besloot het metrobedrijf in de jaren 60 van de 20e-eeuw tot de inzet van metrostellen met zes in plaats van vier bakken. Om de langere metrostellen te kunnen afhandelen werden de perrons van de stations van de eerste lijn, op Chamberí na, verlengd tot 90 meter. Deze verlenging was bij Tirso de Molina op 17 januari 1963 voltooid en de dienst met langere metrostellen ging in 1966 van start. 

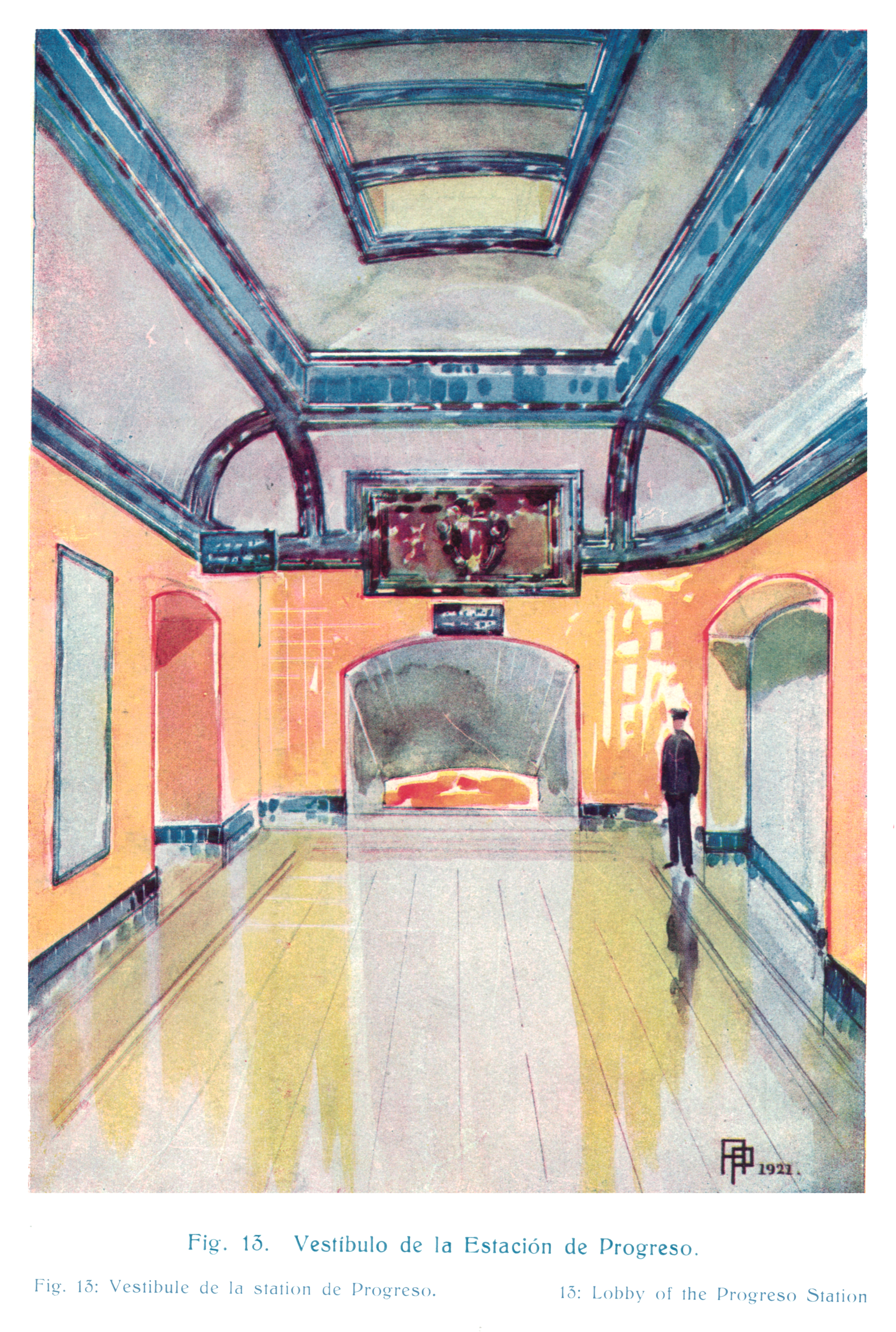
De westelijke stationshal rond 1930
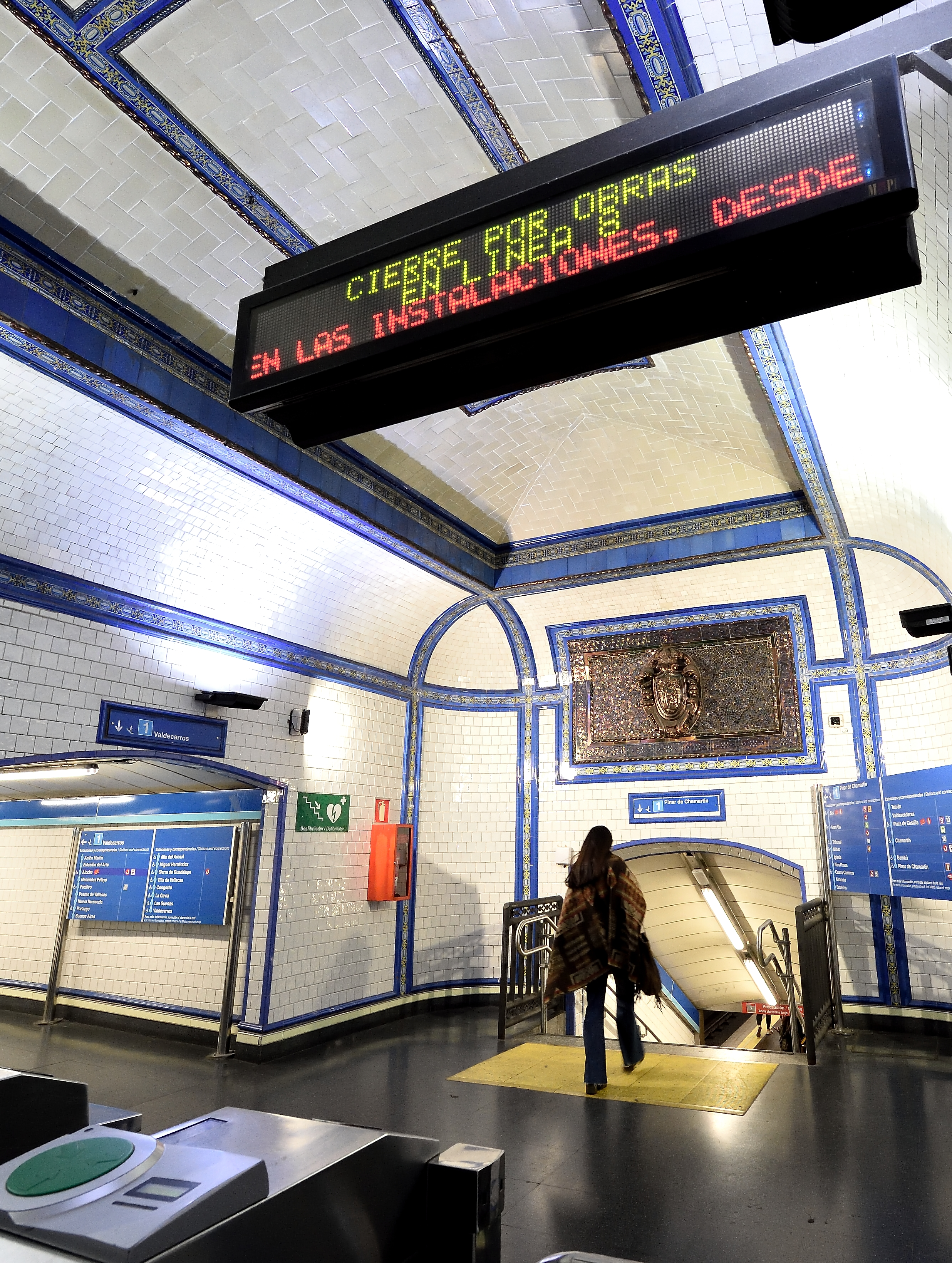
De westelijke stationshal in 2022

## Ligging en inrichting
De metrotunnel en de perrons liggen op ongeveer 10 meter diepte onder de noordrand van het plein.
Aan de westkant van de perrons buigt de lijn in een ruime boog af naar het noorden richting de Puerta del Sol die recht ten noorden van Tirso de Molina ligt. Aan de oostkant van de perrons ligt de metrobuis onder de Calle de la Magdalena. De verlenging van het station is ondergronds te zien aan het iets ruimere gewelf boven de oostelijke 30 meter van de perrons. Het station heeft twee ondergrondse stationshallen, Conde de Romanones aan de westkant en Magdalena aan de oostkant. 
De westelijke stationshal is nog in vrijwel originele staat met betegelde wanden en boven de trap naar het zuidelijke perron het stadswapen van Madrid. Gedurende 2004 en 2005 vond groot-onderhoud plaats waarbij het gewelf boven de perrons is vernieuwd en de wanden, behalve in de westelijke hal, zijn voorzien van banaangele glasvezelplaten.

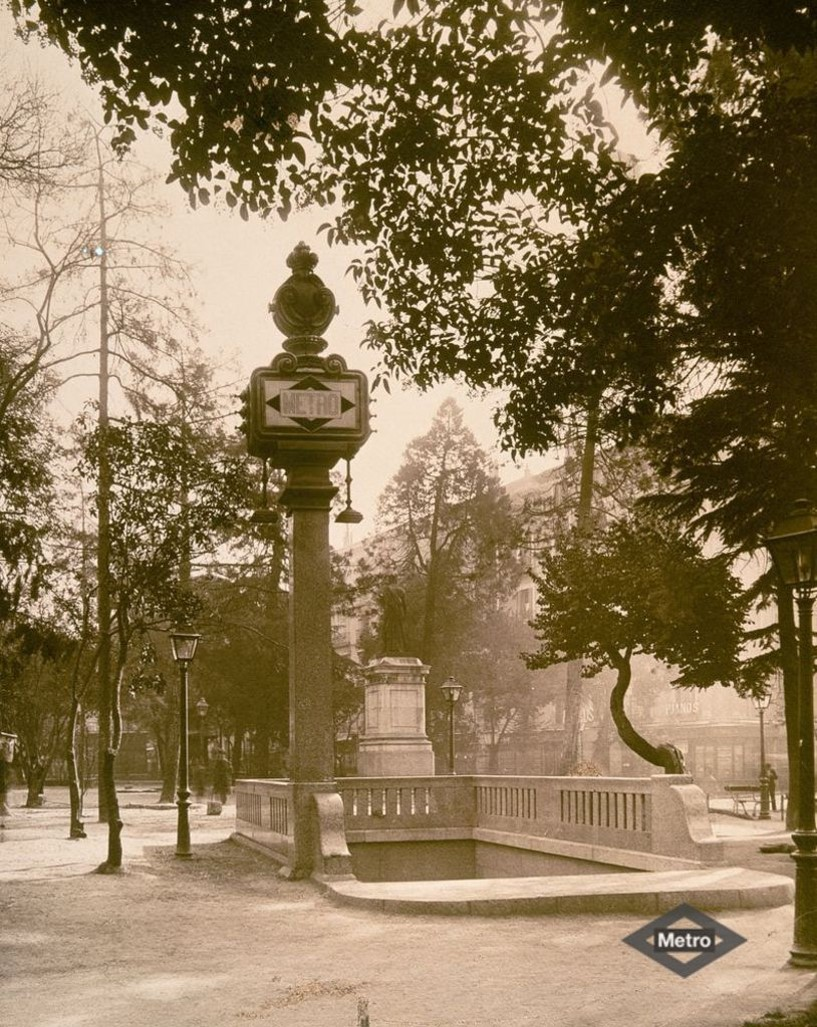
De oostelijke toegang in de jaren 20 van de 20e-eeuw
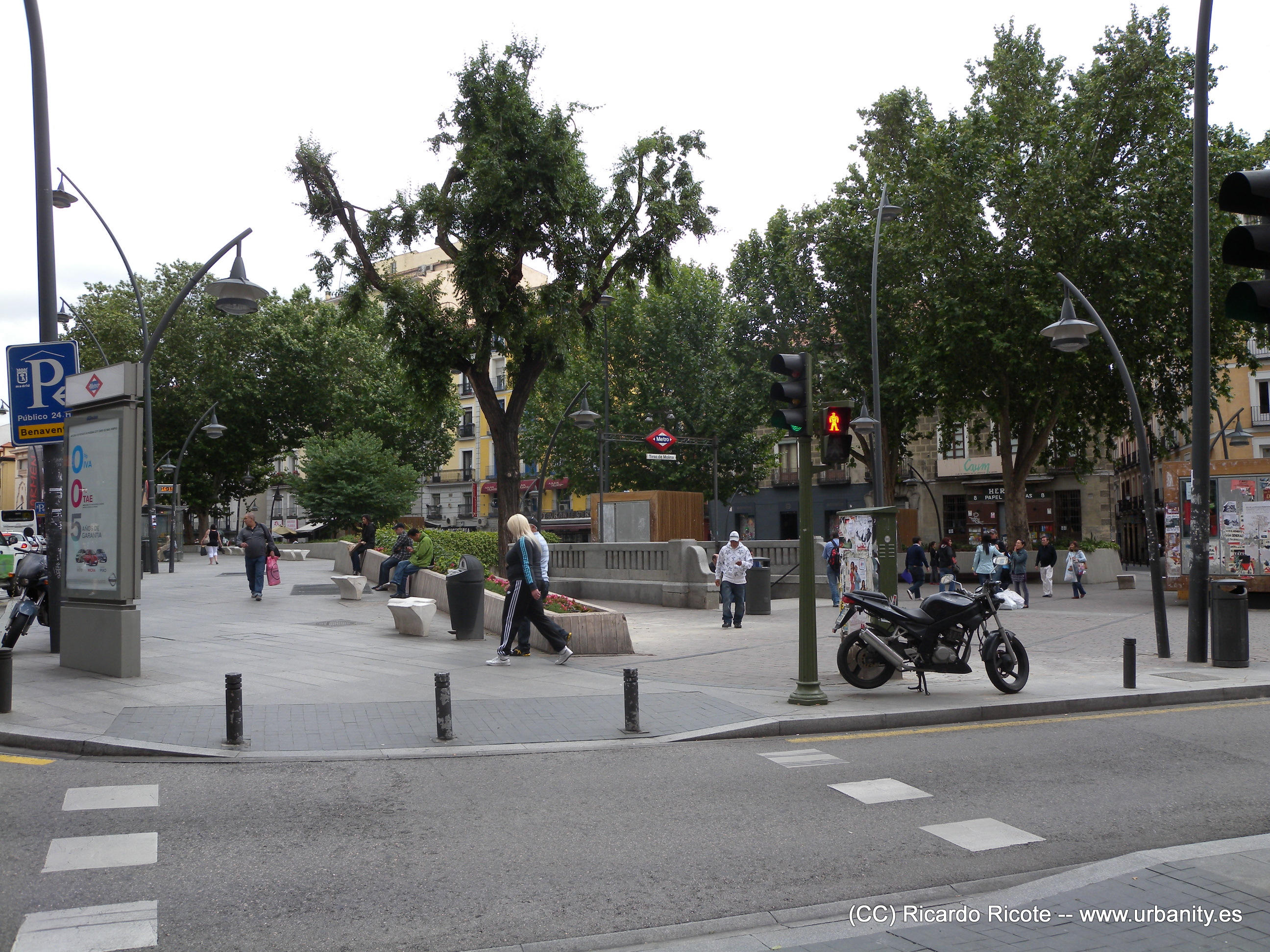
De westelijke toegang
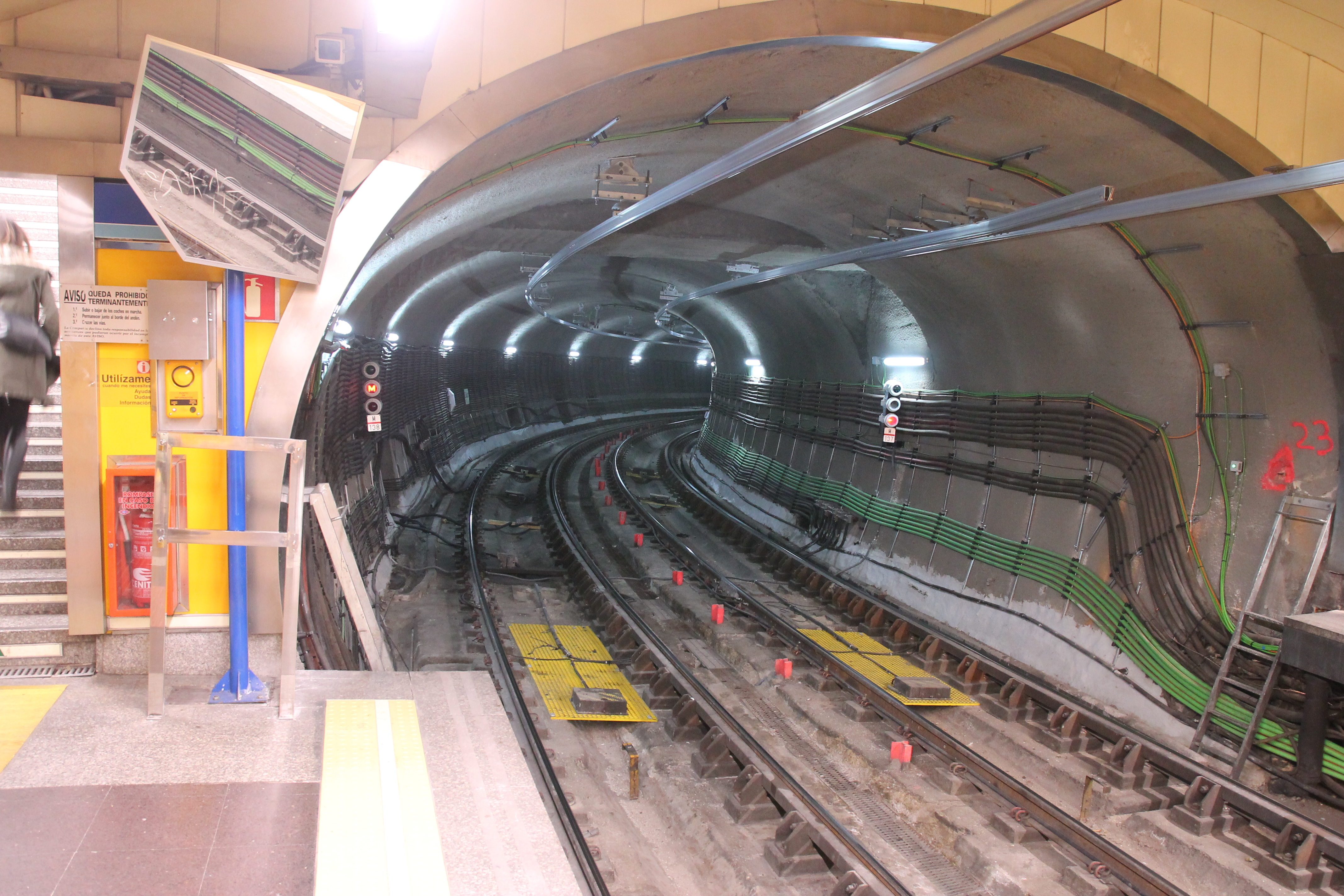
De tunnel richting Sol